# ويليام جون كوبر
ويليام جون كوبر (بالإنجليزية: William John Cooper)‏ هو سياسي أمريكي، ولد في 24 نوفمبر 1882 بساكرامنتو في الولايات المتحدة، وتوفي في 19 سبتمبر 1935 بكيارني في الولايات المتحدة. حزبياً، نشط في الحزب الجمهوري.